# Mopta
Mopta (łac. Diocesis Moptensis) – stolica historycznej diecezji w Cesarstwie rzymskim, w prowincji Mauretania Sitifense, zlikwidowana w VII w. podczas ekspansji islamskiej, współcześnie w północnej Algierii. Obecnie katolickie biskupstwo tytularne.

## Biskupi
| Lp. | Biskup                        | Funkcja                                           | Od                | Do                   |
| --- | ----------------------------- | ------------------------------------------------- | ----------------- | -------------------- |
| 1   | João Antonio da Silva Saraiva | biskup pomocniczy Évory (Portugalia)              | 30 sierpnia 1965  | 21 listopada 1965    |
| 2   | Juozas Matulaitis-Labukas     | biskup pomocniczy Kowna (Litwa)                   | 24 listopada 1965 | 28 maja 1979         |
| 3   | Geoffrey Francis Mayne        | biskup polowy Australii                           | 2 stycznia 1985   | 7 marca 1998         |
| 4   | Luigi Moretti                 | biskup pomocniczy Rzymu (Włochy)                  | 3 lipca 1998      | 10 czerwca 2010      |
| 5   | Christopher Coyne             | biskup pomocniczy Indianapolis (USA)              | 14 stycznia 2011  | 22 grudnia 2014      |
| 6   | Teodor Martyniuk              | biskup pomocniczy tarnopolsko-zborowski (Ukraina) | 12 marca 2015     | 17 października 2024 |
| 7   | Nereudo Freire Henrique       | biskup pomocniczy Olindy i Recife (Brazylia)      | 8 listopada 2024  |                      |